# Farsa

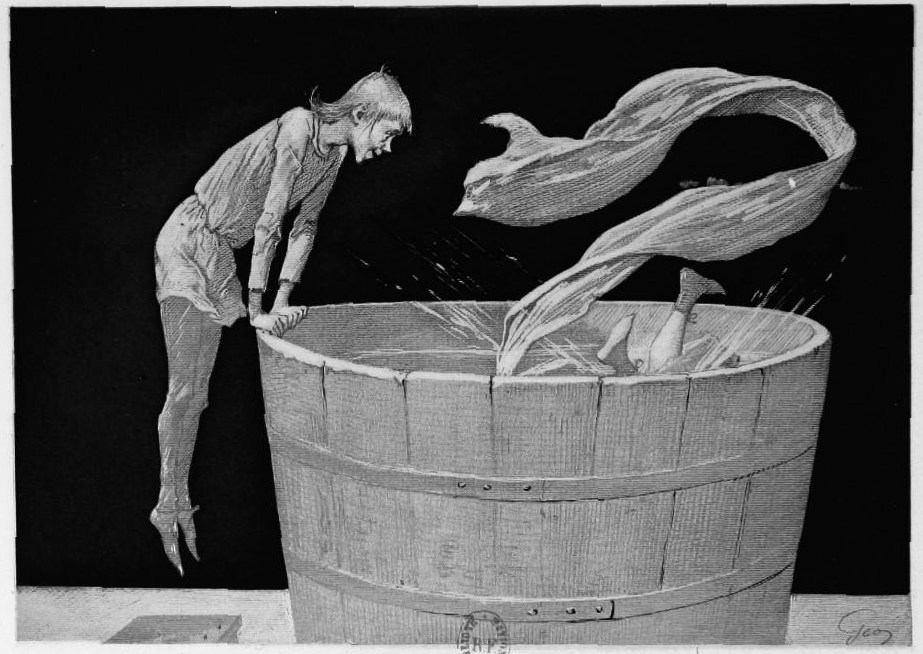
Ilustração de A farsa da tina, do repertório medieval francês

Farsa (do francês médio farse, atualmente farce) é um gênero teatral de caráter puramente caricatural. Geralmente possui apenas um ato, enredo curto e poucos atores.

## História
Surgiu na Grécia Antiga e Roma Antiga, com autores como Aristófanes e Plauto. Atingiu seu auge na Idade Média.